# Pamela

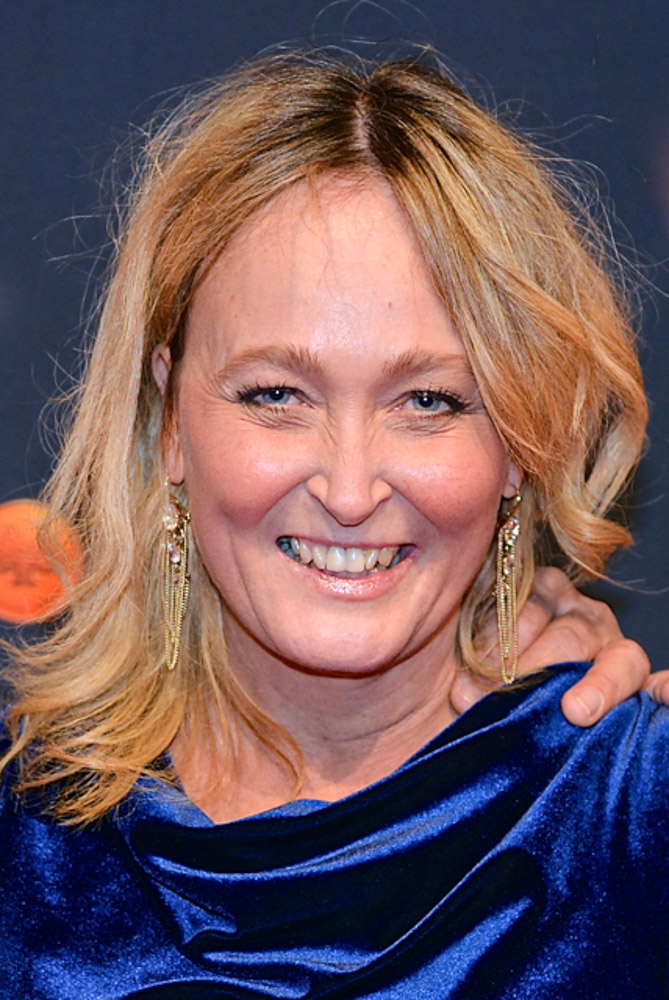
Pamela Andersson, 2014.

Pamela är ett kvinnonamn som först påhittades av Sir Philip Sidney för en rollkaraktär i Arcadia, som han skrev i slutet på 1500-talet. 
Den brittiska författaren Samuel Richardson utgav 1740-1741 Pamela, vilken betraktas som den första moderna romanen, och Pamela blev sedan ett populärt flicknamn i Storbritannien och USA.
År 2001 fick 10 flickor i Sverige Pamela som tilltalsnamn. 
I den finlandssvenska namnsdagslängden har Pamela namnsdag 18 september sedan 1995.

## Personer med namnet Pamela
- Pamela Anderson, amerikansk skådespelare
- Pamela Andersson,  svensk journalist
- Pamela Jaskoviak, svensk poet
- Pamela Noréus, svensk målare
- Pamela L. Travers, brittisk barnboksförfattare